# Nemertesia norvegica
Nemertesia norvegica is een hydroïdpoliep uit de familie Plumulariidae. De poliep komt uit het geslacht Nemertesia. Nemertesia norvegica werd in 1873 voor het eerst wetenschappelijk beschreven door Sars. 